# St-Acceul (Écouen)

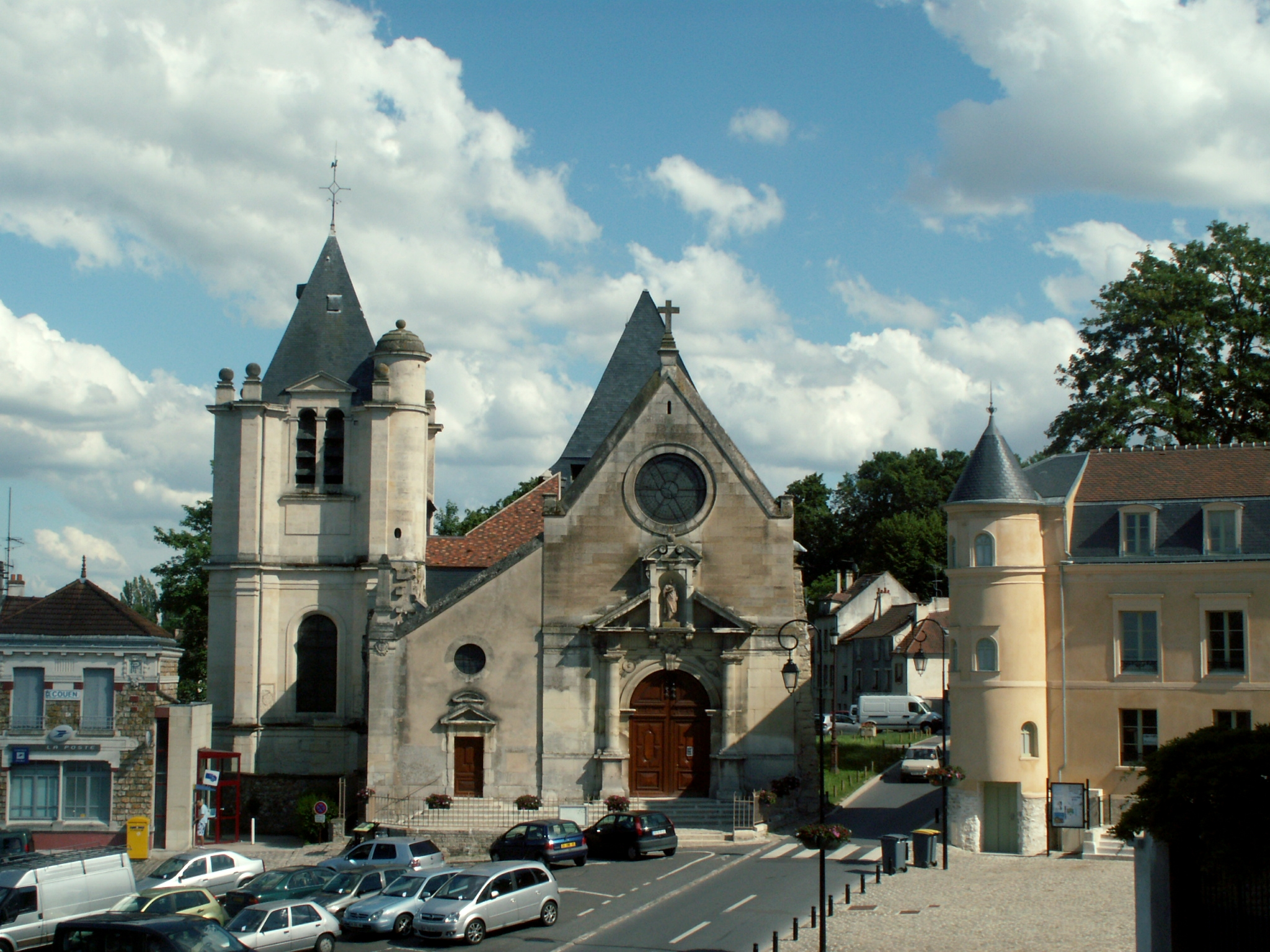
Pfarrkirche Saint-Acceul

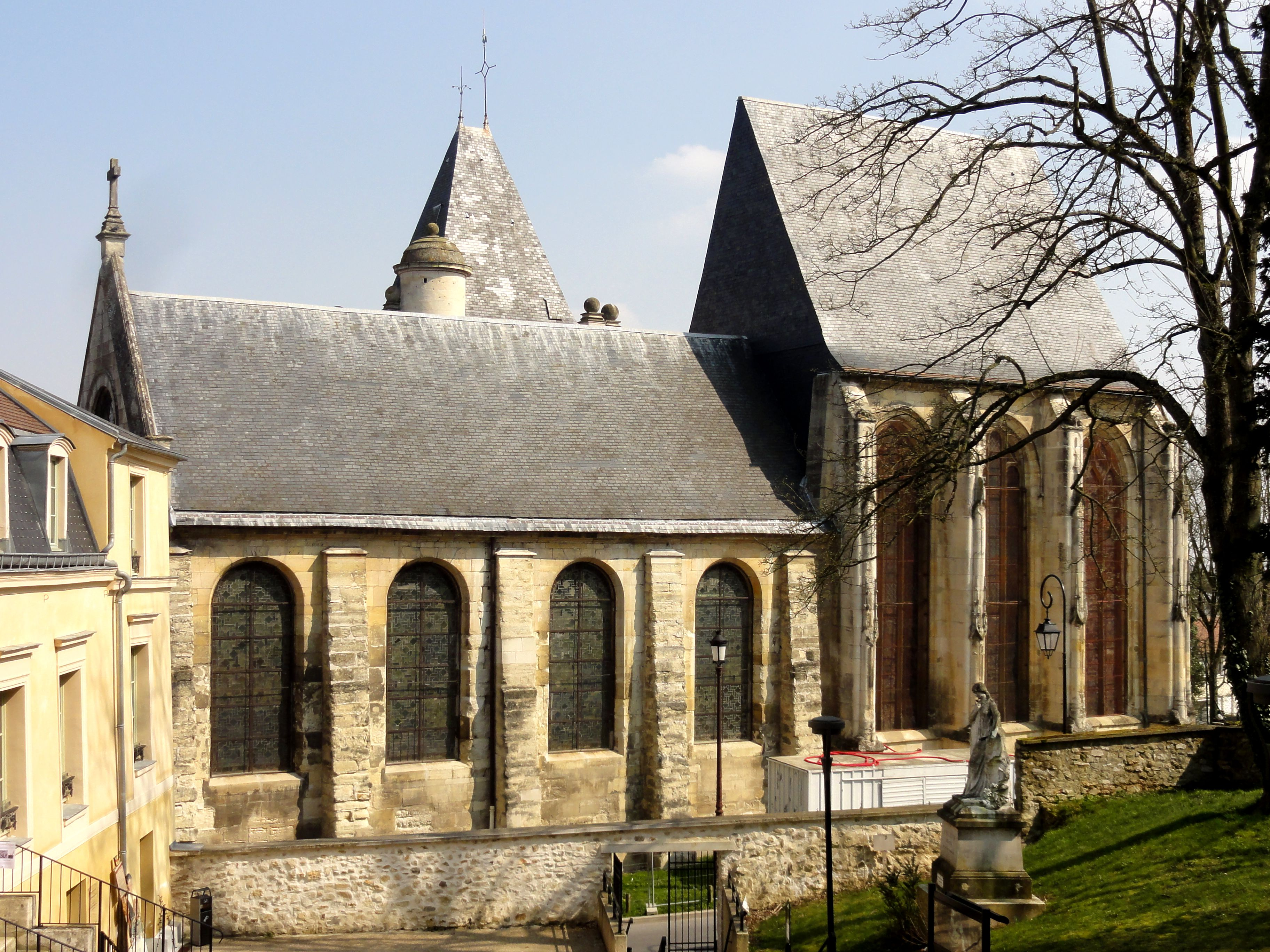
Ansicht von Süden

Die katholische Pfarrkirche Saint-Acceul in Écouen, einer Gemeinde im Département Val-d’Oise in der französischen Region Île-de-France, wurde in mehreren Bauphasen vom 16. bis zum 19. Jahrhundert an der Stelle einer Vorgängerkirche errichtet. Sehenswert ist die Kirche wegen ihrer Bleiglasfenster aus der Renaissance, die vollständig erhalten sind. 1840 wurde die Kirche als Monument historique in die Liste der Baudenkmäler in Frankreich aufgenommen.

## Patrozinium

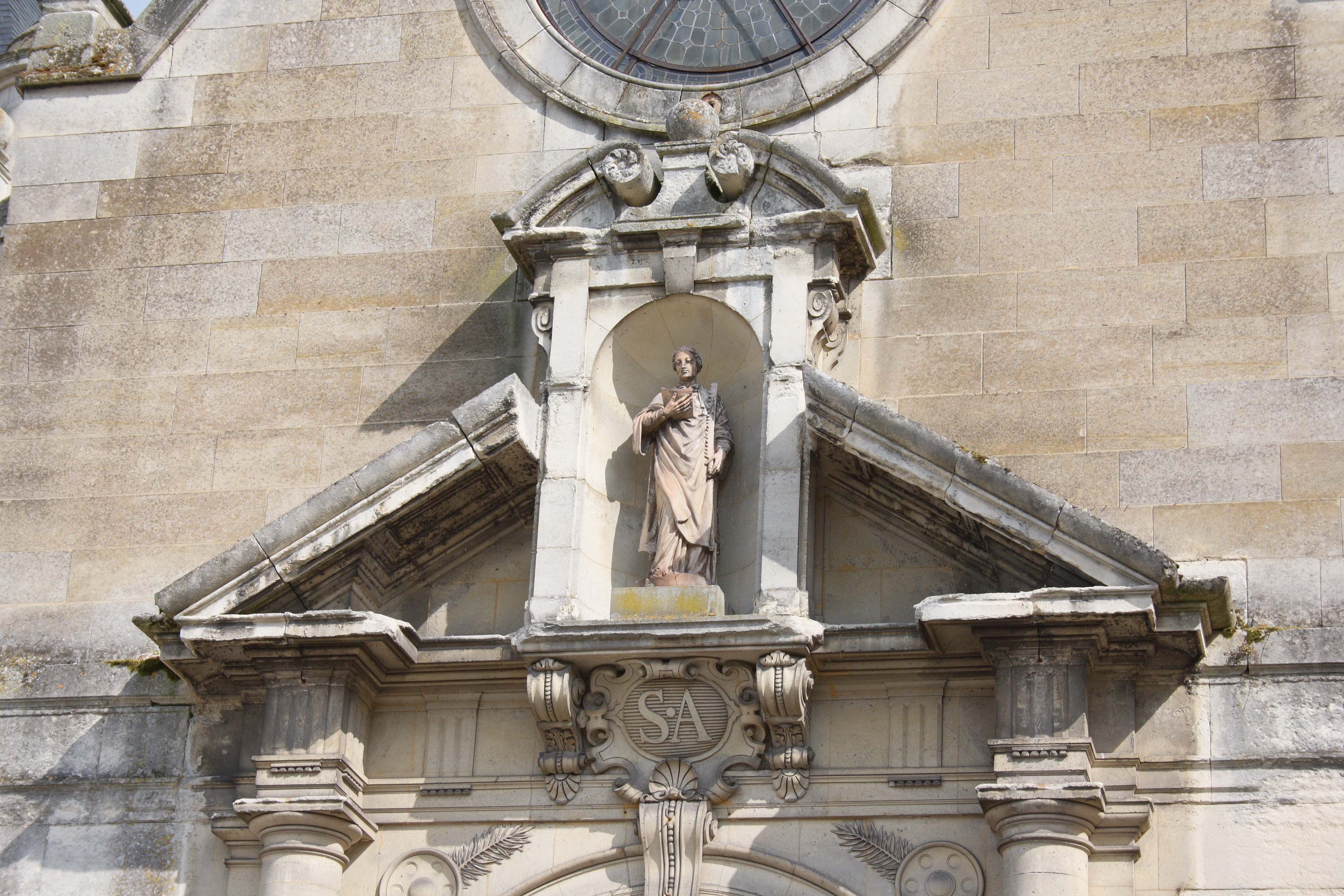
Heiliger Acceul in der Ädikula über dem Portal

Die Kirche Saint-Acceul in Écouen ist die einzige Kirche mit diesem Patrozinium. Unter diesem Namen ist die Kirche erstmals im 11. Jahrhundert erwähnt, als die Herren von Montmorency die Kirche von Écouen der Abtei Saint-Martin-des-Champs in Paris unterstellten. Vermutlich war die Kirche ursprünglich dem heiligen Acheolus (fr. Acheul), einem in Amiens verehrten Märtyrer, geweiht. In späterer Zeit wurde Acheolus mit der Person des heiligen Andeolus verschmolzen, dessen Gebeine in der Kirche Saint-Andéol in Bourg-Saint-Andéol aufbewahrt werden. Während der Kreuzzüge gegen die Albigenser brachte Mathieu II. de Montmorency eine Reliquie des heiligen Andeolus mit, der im Vivarais missioniert und dort das Martyrium der Enthauptung durch das Schwert erlitten hatte.

## Geschichte
Von der Vorgängerkirche ist nichts bekannt. 1536 ließ Anne de Montmorency, 1538 zum Konnetabel erhoben und seit 1551 Herzog von Montmorency, einen neuen Chor im Stil der Flamboyant-Gotik errichten. Zwei Jahre später wurde die zu seinen Besitzungen gehörende mittelalterliche Burg neben der Kirche abgerissen und ein neues Schloss im Stil der Renaissance erbaut. Die Leitung der Bauarbeiten am Chor der Kirche, deren erste Phase um 1545 abgeschlossen war, wird Charles Billart zugeschrieben. Seine Nachfolge übernahm Jean Bullant, der 1578 in der Kirche bestattet wurde. Bereits um 1554 hatte man aufgrund von Geldmangel und bedingt durch die Kriege gegen die Hugenotten die Bauarbeiten abgebrochen. Erst 1709 wurde das neue Kirchenschiff mit der Unterstützung von Henri III. Jules de Bourbon, Prince de Condé und seiner Gemahlin Anna Henriette von Pfalz-Simmern fertiggestellt. Ihre Westfassade im Stil der Neorenaissance erhielt die Kirche 1852 durch den Architekten Pierre-Joseph Garrez.

## Architektur

### Außenbau

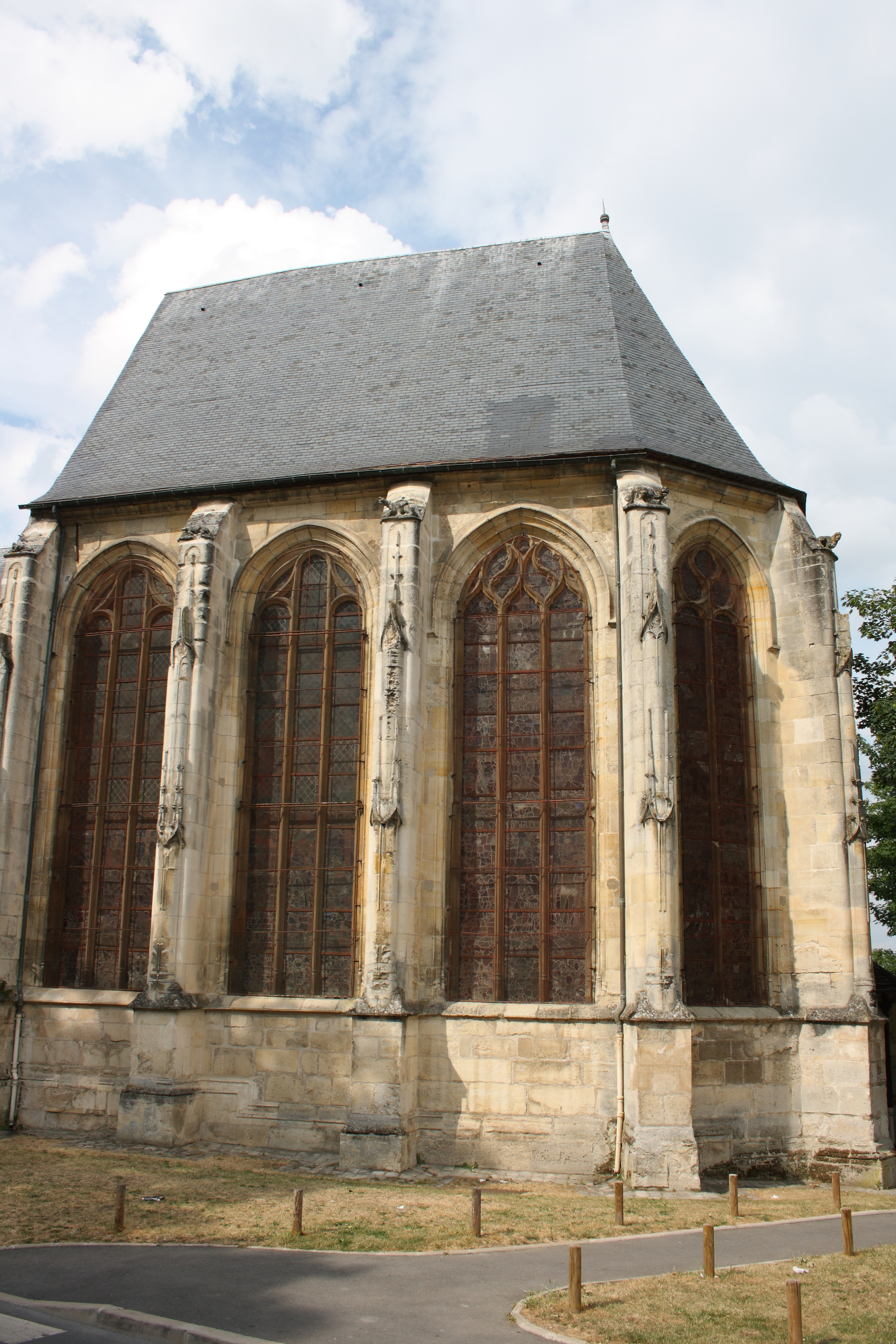
Chor

Der Chor ist von hohen Maßwerkfenstern durchbrochen. Er wird von Strebepfeilern gegliedert, die mit Krabben und Fabelwesen verziert sind. Die Ädikula im gesprengten Giebel über dem Portal der Westfassade enthält eine Skulptur des Schutzpatrons der Kirche, der eine Säge als Zeichen seines Martyriums in der Hand hält. An der Nordseite des Schiffs, das nicht die Höhe des Chors erreicht, erhebt sich der massige, quadratische Glockenturm, der  nicht vollendet wurde. Er besitzt eine Glocke, auf der das Wappen und die Devise von Anne de Montmorency eingraviert sind. Sie wurde 1554 gegossen, wiegt 1300 Kilogramm und ist eine der ältesten Glocken des Départements.

### Innenraum
Die Kirche besteht aus einem Hauptschiff und einem nördlichen Seitenschiff. Das Langhaus ist mit einer schlichten Holzdecke gedeckt. Der Chor besitzt ein Kreuzrippengewölbe mit prächtigen Schlusssteinen, auf denen ein Fruchtkorb und Blattwerk dargestellt sind. Die Konsolen, auf denen die Gewölberippen aufliegen, sind mit Akanthus oder mit Darstellungen von Engeln verziert, die die Leidenswerkzeuge Christi tragen. Zwei Konsolen im Langhaus sind mit Engelsputten verziert, einer schneidet eine Frucht, ein anderer ist als Dornauszieher dargestellt.

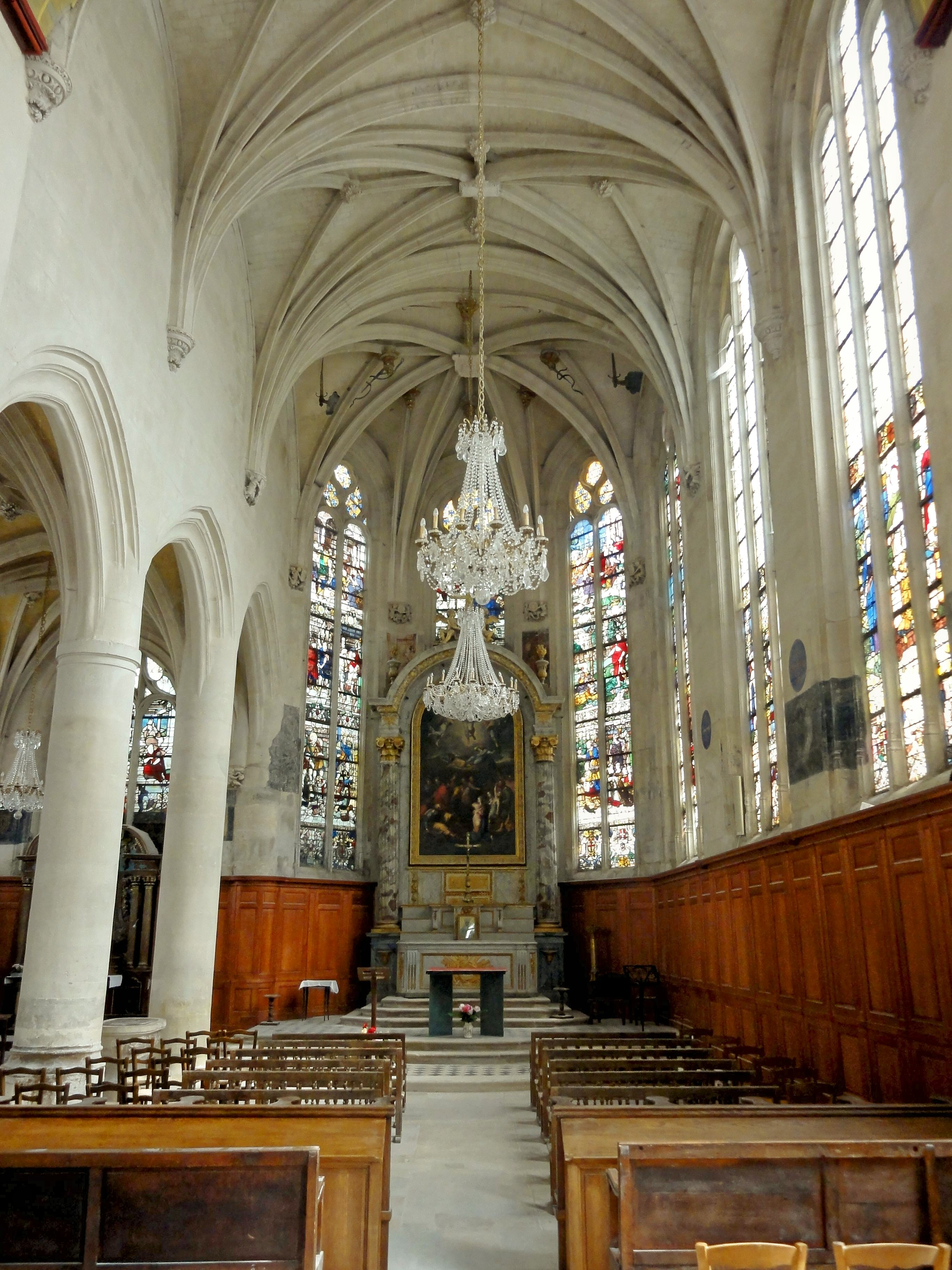
Innenraum
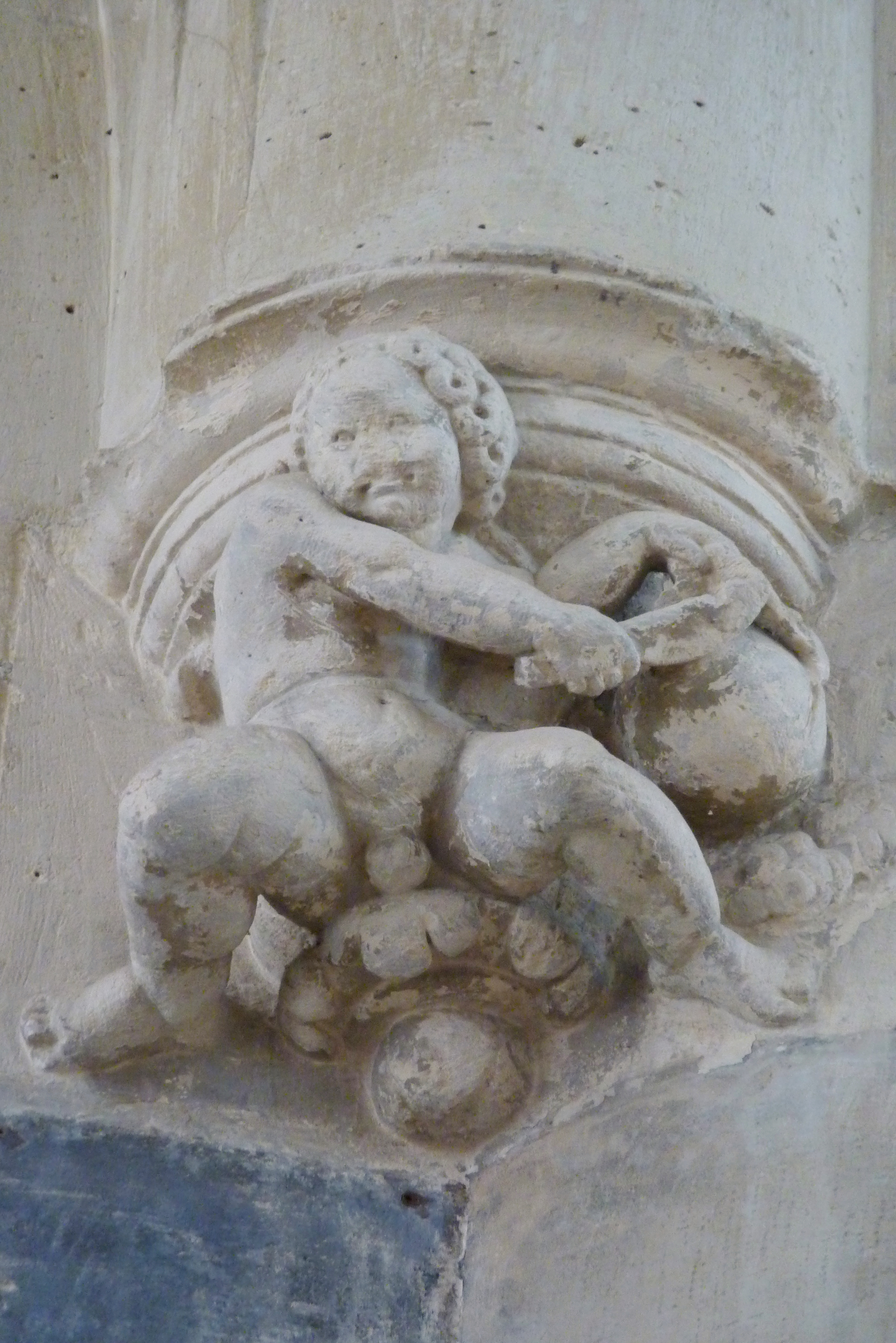
Engelsputte
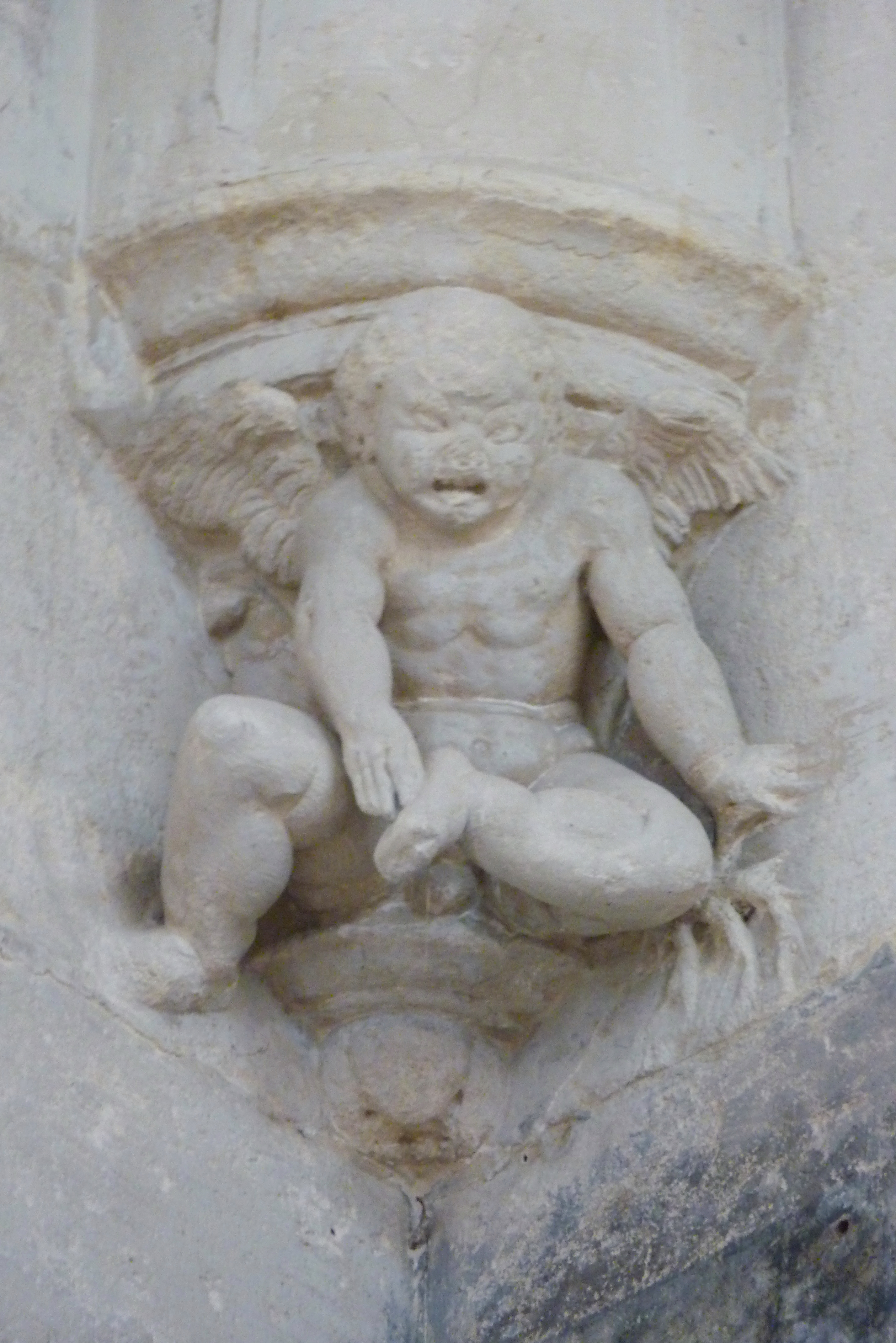
Dornauszieher

## Renaissancefenster
Die ältesten Bleiglasfenster stammen aus der ersten Bauphase der Kirche und sind mit der Jahreszahl 1544 bzw. 1545 datiert. Die beiden letzten Renaissancefenster, gestiftet von Henri I. de Montmorency und Antoinette de Lamark, wurden 1587 eingebaut.
- Mittleres Chorfenster (Fenster 0) und Fenster der Marienkapelle (Fenster 11)

| Auf den beiden oberen Lanzetten sind Christus und Maria dargestellt, der auferstandene Christus erscheint seiner Mutter Maria. Die unteren Scheiben wurden zu Beginn des 18. Jahrhunderts ausgebaut und in der Marienkapelle unter dem Turm wieder eingebaut. Der untere Teil ist zwei Märtyrern gewidmet, dem Schutzpatron der Kirche, dem heiligen Acceul, der eine Säge in der Hand hält, und seinem Gefährten, dem heiligen Accius, der mit einem Bohrer dargestellt ist. Die Darstellung der Madonna auf der Mondsichel im linken oberen Teil ist der Apokalypse entlehnt, die Szene rechts erinnert an die Begegnung Annas und Joachims an der Goldenen Pforte. | Fenster der Marienkapelle, heiliger Acceul |

- Fenster von Anne de Montmorency (Fenster 1)

| Das Fenster stellt Anne de Montmorency dar, der neben seinen fünf Söhnen kniet und die Hände zum Gebet gefaltet hat. Die Figur über Anne de Montmorency wird als Kaiser Heinrich II. interpretiert. Die Söhne sind dem Schutz des heiligen Stephanus anbefohlen, der ein Buch hält, auf dem Steine als Zeichen seines Martyriums liegen. Auf den oberen Szenen sind die Geißelung und die Verspottung Jesu dargestellt. | Anne de Montmorency und seine Söhne |

- Fenster der Magdalena von Savoyen (Fenster 2)

| Magdalena von Savoyen und Szene Noli me tangere Magdalena von Savoyen war die Gemahlin von Anne de Montmorency. Sie ist mit vier ihrer insgesamt sieben Töchter dargestellt, im Hintergrund stehen die heilige Maria Magdalena und die heilige Martha. Auf den mittleren Scheiben erscheint Maria Magdalena der auferstandene Christus, der sich ihr als Gärtner präsentiert (Noli me tangere). Die oberen Scheiben stellen Jesus dar, der das Kreuz trägt und seiner Mutter Maria begegnet. |

- Fenster der Geburt Christi und der Anbetung der Hirten (Fenster 3)

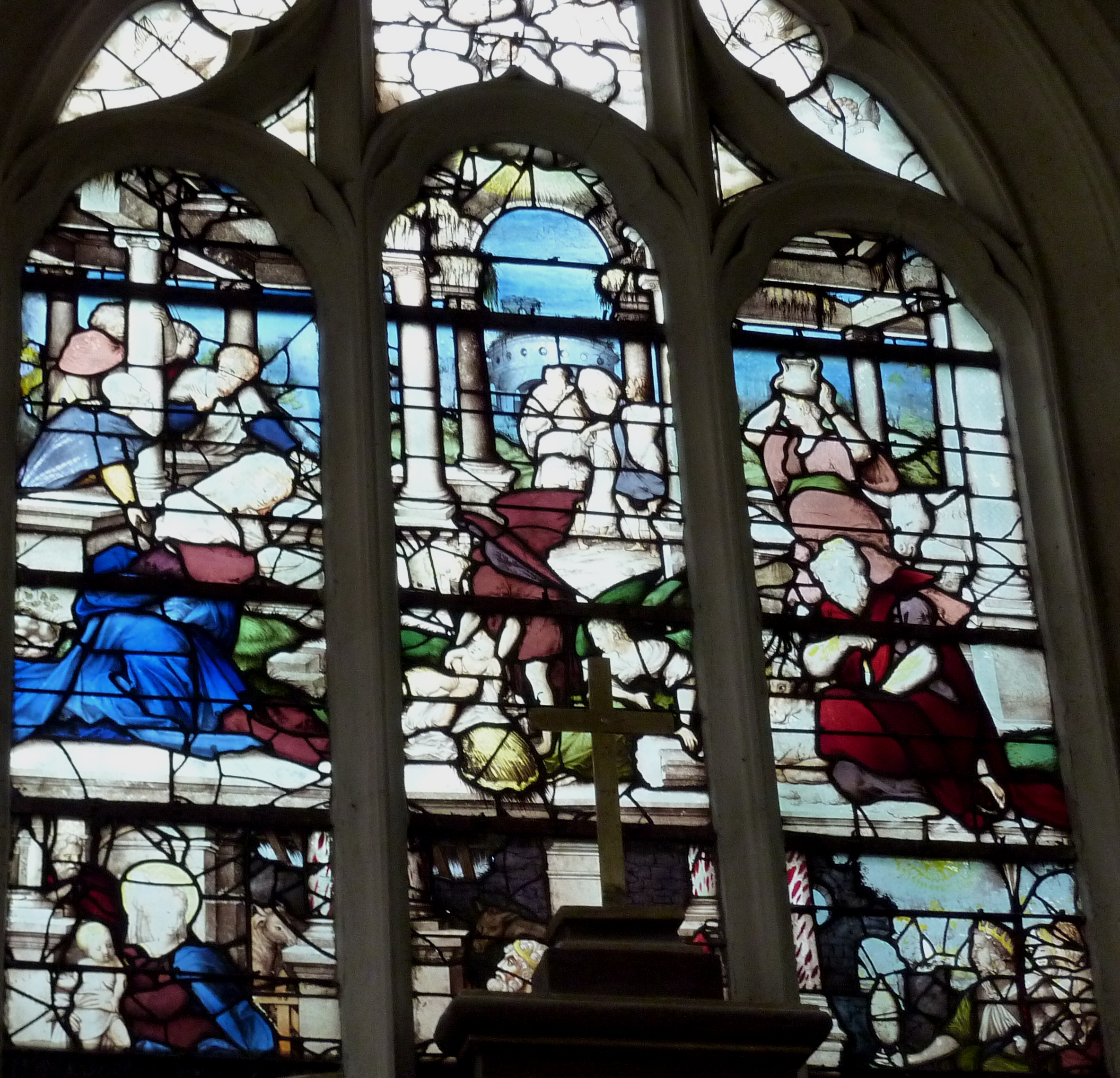
Geburt Christi

Das Fenster an der Ostwand des Seitenschiffs stellt im oberen Bereich die Geburt Christi und die Anbetung der Hirten dar, im unteren Teil die Anbetung der Heiligen Drei Könige.
- Fenster des Kardinals von Châtillon (Fenster 4)

| Gleichnis vom Verlorenen Schaf, Christus, Odet de Coligny und Apostel Paulus Das Fenster trägt die Jahreszahl 1545. Es wurde von Odet de Coligny, Kardinal von Châtillon und später Anführer der Hugenotten, gestiftet. In der unteren Ebene wird der Kardinal dargestellt, zu seiner Rechten der auferstandene Christus und zu seiner Linken der Apostel Paulus. In der mittleren Ebene wird das Gleichnis vom Verlorenen Schaf erzählt und oben der Sündenfall. |

- Fenster der Verkündigung und Heimsuchung (Fenster 5)

| Verkündigung und Heimsuchung Auf den oberen Scheiben ist die Verkündigungsszene dargestellt. Der Raum, in dessen Mitte sich ein Fenster öffnet, ist mit sehr vielen Details ausgestattet. Auf der linken Seite erscheint der Erzengel Gabriel, der ein Spruchband in den Händen hält. Auf der rechten Seite kniet Maria. Vor ihr steht eine Vase mit Lilien, dem Symbol ihrer Jungfräulichkeit. Die unteren Scheiben stellen die Heimsuchung dar. Maria und Elisabeth tragen prächtige, faltenreiche Gewänder, beide werden von zwei Dienerinnen begleitet. Im Hintergrund sitzt Zacharias vor seinem Haus, das einem antiken Tempel gleicht. |

- Fenster von Henri de Montmorency und Antoinette de Lamark (Fenster 6 und 8)

| Die beiden Fenster wurden der Kirche 1587 von Henri I. de Montmorency und seiner ersten Gemahlin Antoinette de Lamark geschenkt. Heinrich von Montmorency wird mit dem heiligen Hadrian dargestellt, eine andere Szene zeigt eine Kreuzabnahme. Antoinette de Lamark kniet mit ihren Töchtern vor zwei Heiligen neben einer von sieben Schwerten durchbohrten Madonna. | Kreuzabnahme und Henri I. de Montmorency mit dem heiligen Hadrian, Stifter |

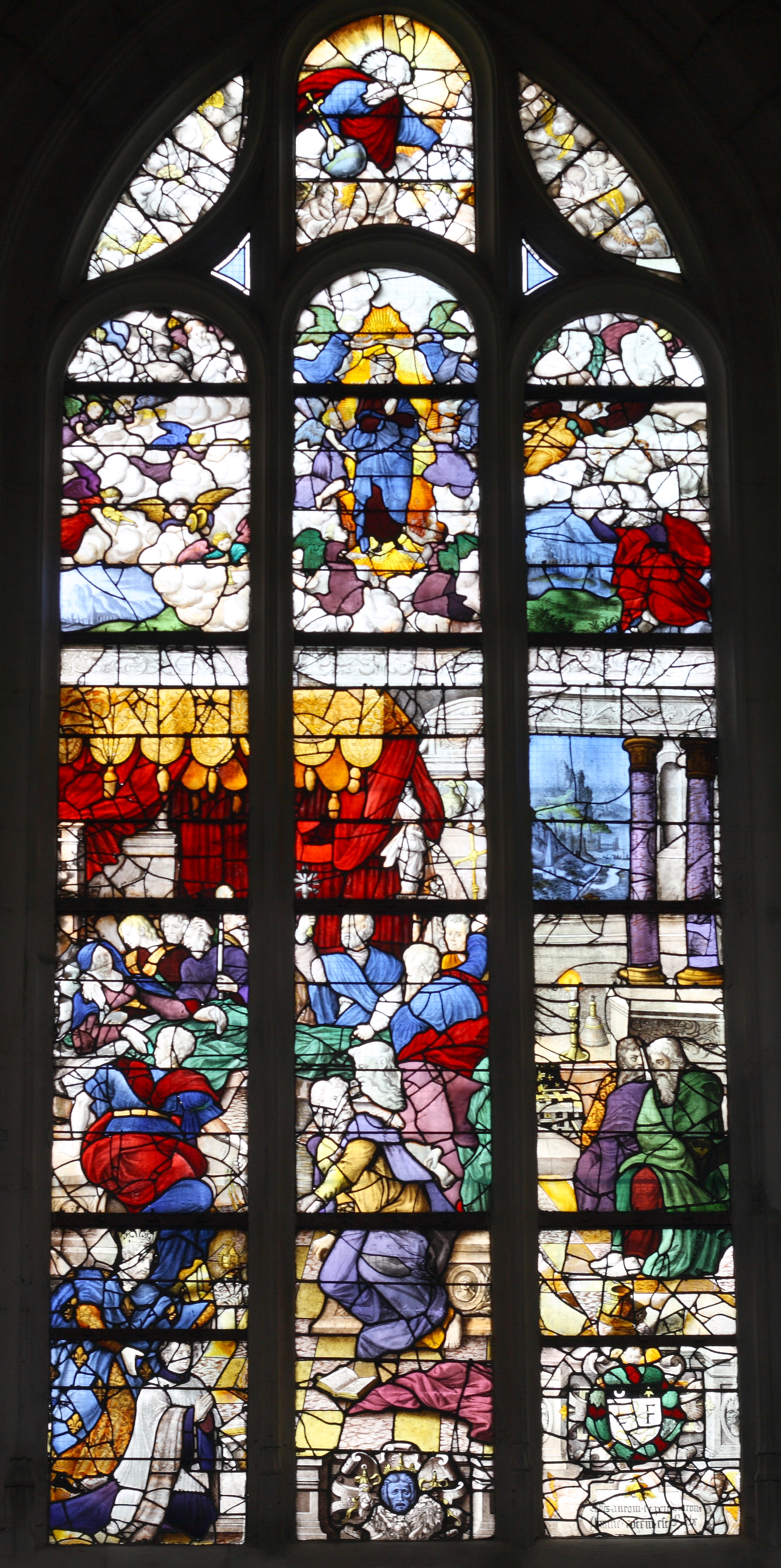
Mariä Himmelfahrt

- Fenster der Himmelfahrt Mariens (Fenster 7)

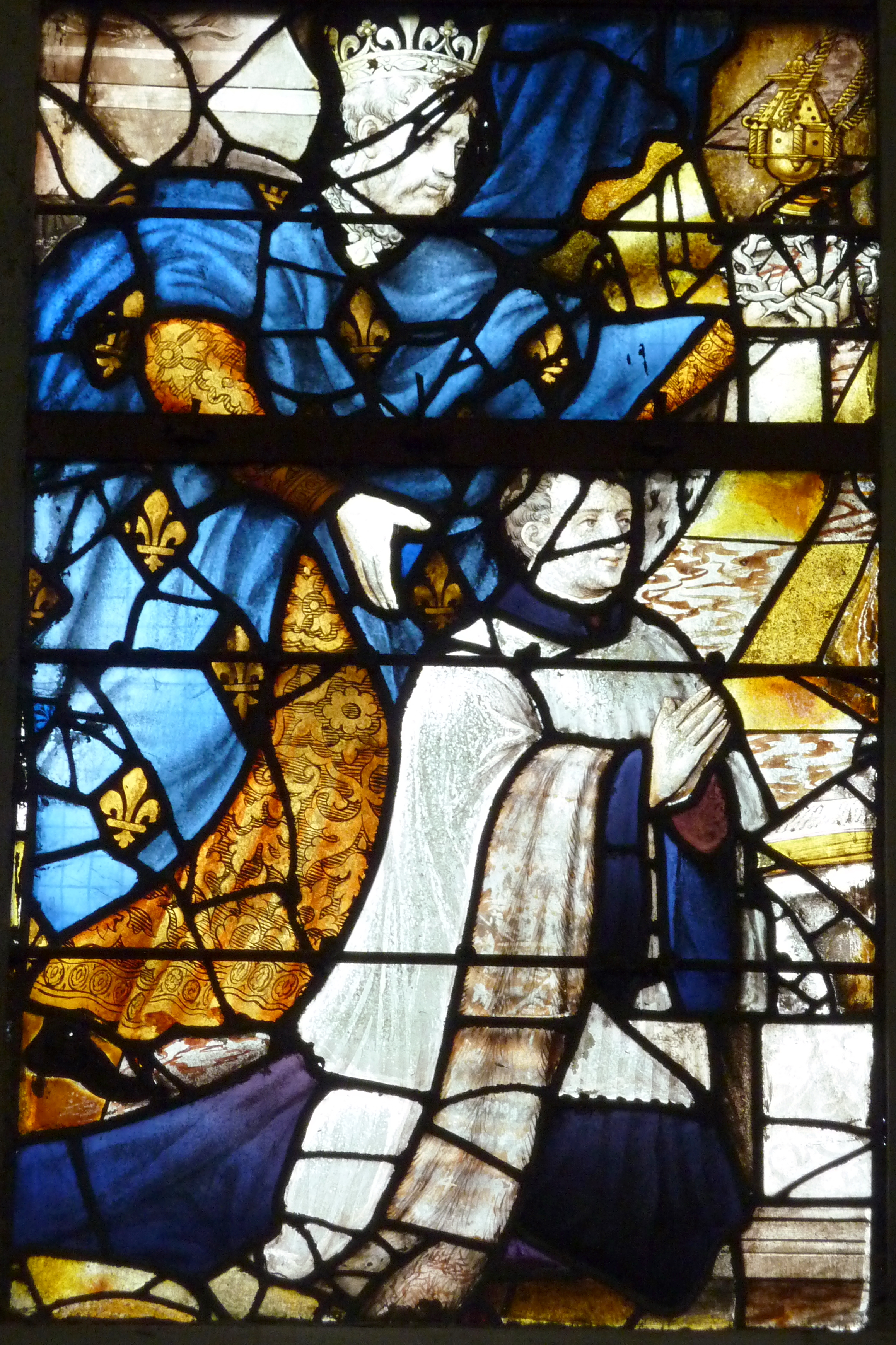
Stifter und Ludwig der Heilige

Das Fenster der Himmelfahrt Mariens befindet sich im nördlichen Seitenschiff. Auf der mittleren Ebene wird der Tod Mariens dargestellt. Die Szene findet in einem prächtig ausgestatteten Raum statt, der sich im oberen rechten Feld zu einer Phantasielandschaft öffnet. Links unten kniet ein Stifter, hinter ihm steht der französische König Ludwig der Heilige.

## Ausstattung
- Der Marienaltar aus dem 17. Jahrhundert birgt eine Madonna mit Kind, die in das späte 14. Jahrhundert datiert wird.[3]
- Die Skulpturengruppe der Verkündigungsszene in der Marienkapelle stammt aus der Mitte des 16. Jahrhunderts und befand sich ursprünglich in einer für Anne de Montmorency errichteten und während der Französischen Revolution zerstörten Kapelle im Wald von Écouen.
- Das ovale Taufbecken aus dem späten 16. Jahrhundert ist mit Arabesken, Putten- und Löwenköpfen verziert.[4]
- Das Gemälde des Hochaltars ist eine Kopie der Verklärung Christi von Raffael. Das Original befindet sich in der Vatikanischen Pinakothek.
- In einem Reliquienschrein von 1730 wird ein Schlüsselbeinknochen des heiligen Andeolus aufbewahrt, der um 1700 aus Bourg-Saint-Andéol nach Écouen gebracht wurde.

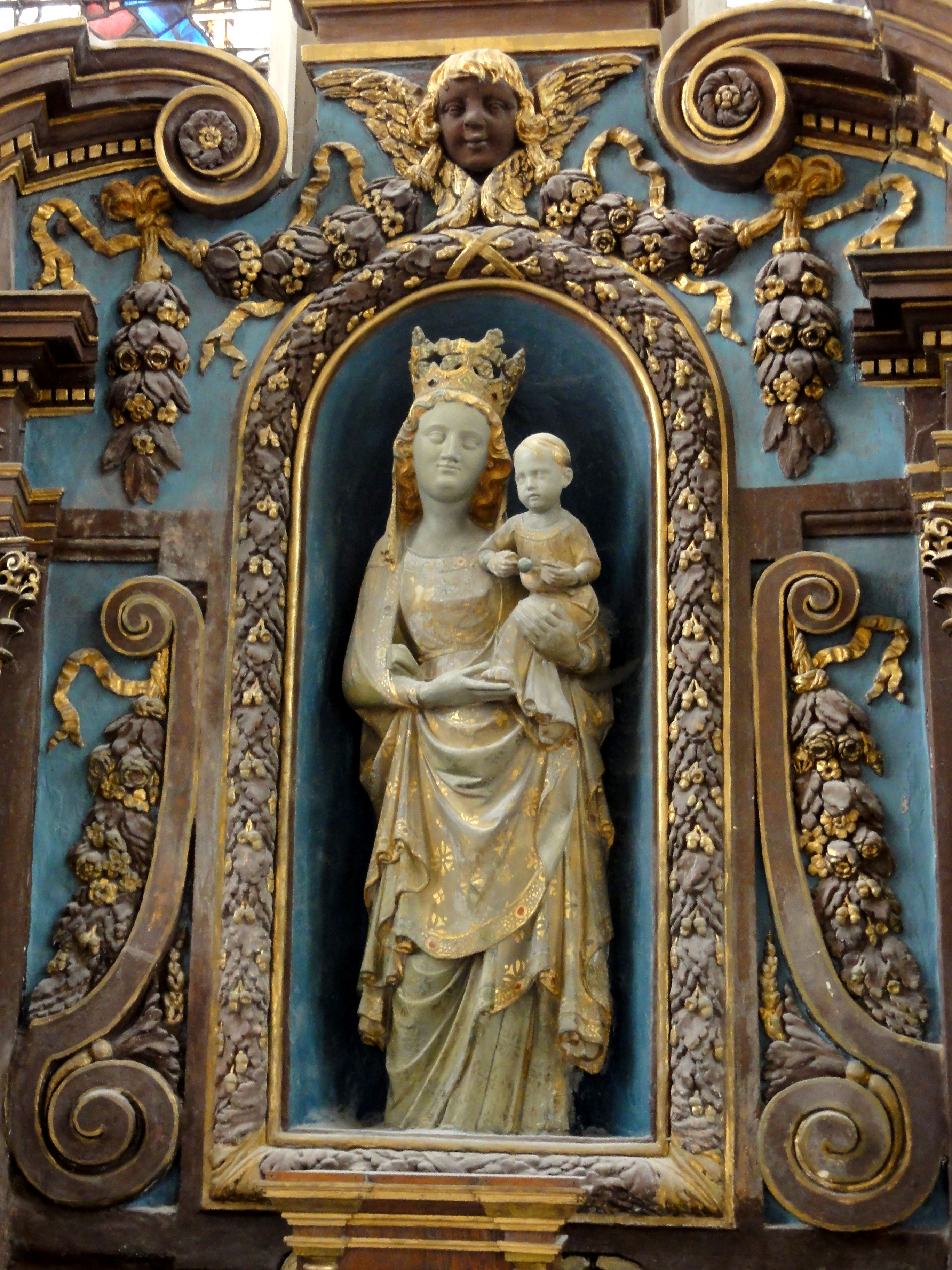
Madonna
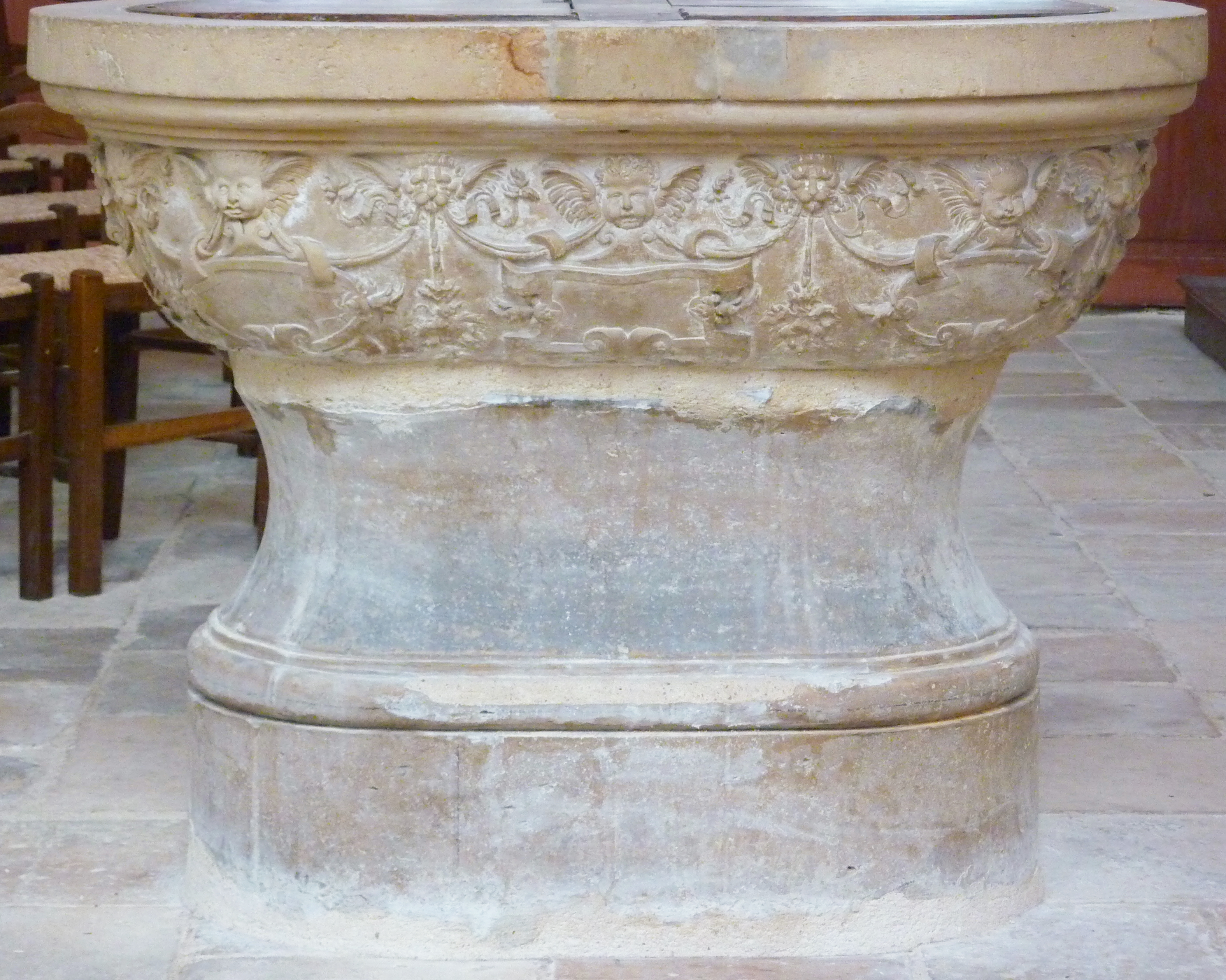
Taufbecken
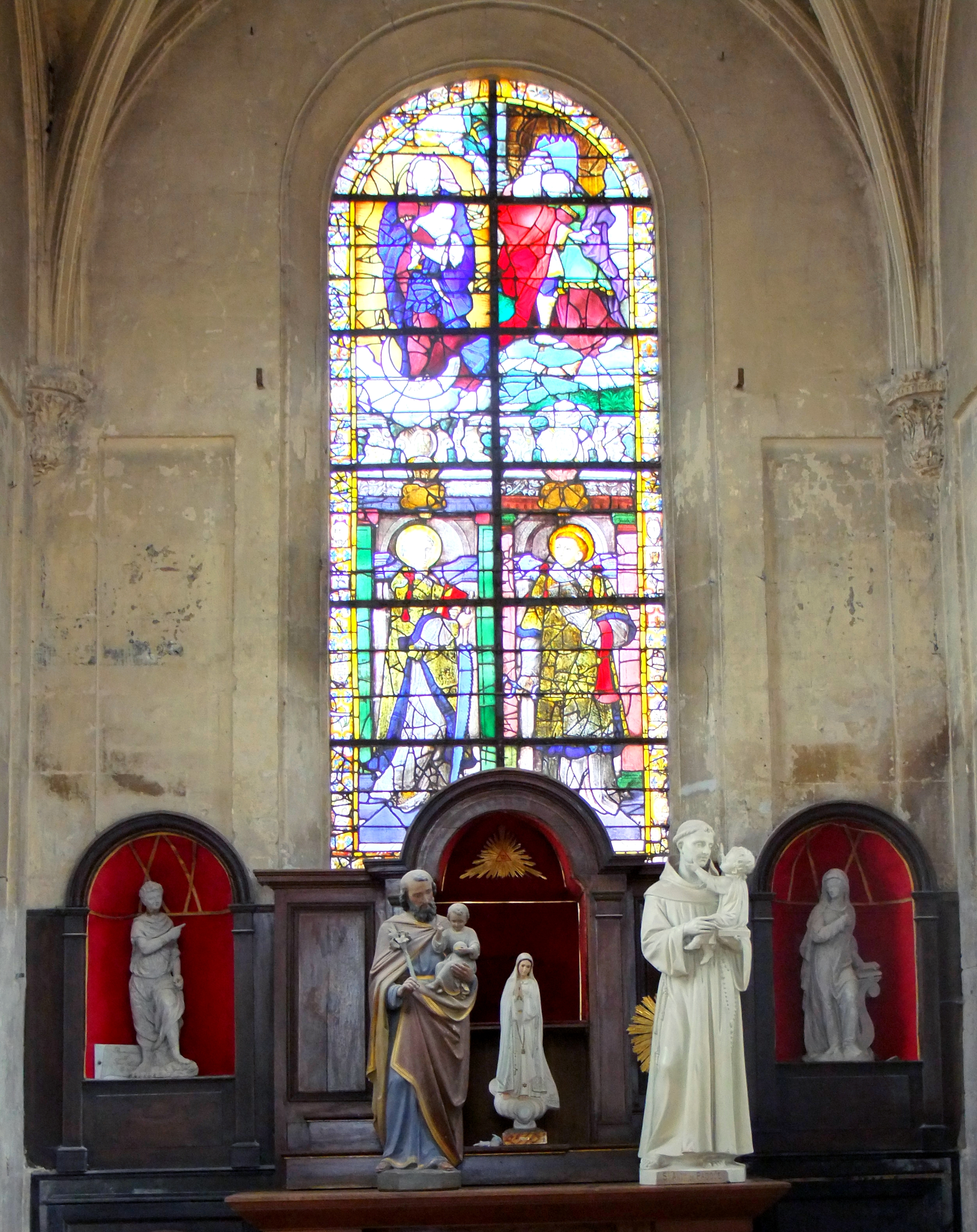
Marienkapelle